# Saint-Hilaire-la-Palud

Saint-Hilaire-la-Palud este o comună în departamentul Deux-Sèvres, Franța. În 2009 avea o populație de 1,603 de locuitori.